# Isaac Wilhelm af Uhr
Isak Vilhelm af Uhr, ursprungligen Uhr, född 6 januari 1773, död 18 juli 1843, var en svensk militär och grosshandlare.
af Uhr var son till brukspatronen David Uhr, adlad af Uhr, och Justina Catharina Reftelius samt dotterson till konsulatssekreteraren i Alger, Carl Reftelius. af Uhr blev fänrik vid arméns flott 1790 och deltog vid slagen i Fredrikshamn och Svensksund. Han belönades för detta med Svensksundsmedaljen i guld. Därefter var han verksam som kofferdikapten och grosshandlare i Gävle.
af Uhr var gift med Fredrika Charlotta Eneroth och i äktenskapet med henne föddes flera barn, bland vilka märks Conrad Rudolf af Uhr.